# عمارة سيسترسية

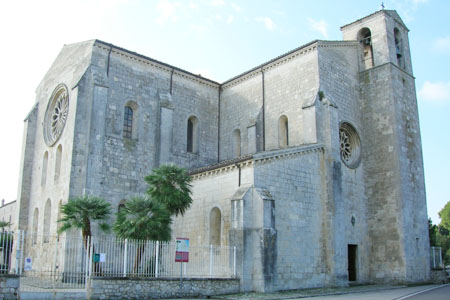
كنيسة دير سانتا ماريا آرابونا في إيطاليا.

العمارة السيسترسية هي أسلوب عمارة كنسيَّة مرتبط بالكنائس والأديرة وكنائس الدير الخاصة بالنظام السيسترسيّ الرومانيّ الكاثوليكيّ. كان يرأسها الأب برنارد من كليرفو (1153 ميلادي)، الذي اعتقد أن الكنائس يجب أن تتجنب الزخرفة الزائدة حتى لا تصرف الانتباه عن الحياة الدينية، لذا جاءت العمارة السيسترسية بسيطة ووظيفية. لم يُسمح بتصوير الشخصيات التي كانت تزين الكنائس في العصور الوسطى، على الرغم من السماح بالصور المتعلقة بالموضوعات الدينية في حالات نادرة جدًا مثل صورة المسيح المصلوب. انتقد برنارد في رسالة مشهورة له قدرة هذه الشخصيات على تشتيت ذهن الرهبان. تُبدي العمارة السيسترسية المبكرة انتقالًا بين العمارة الرومانسيكية والقوطية. بُنيت الأديرة اللاحقة باعتماد أساليب عصر النهضة والباروك، التي كانت مزخرفة أكثر بطبيعتها، لكنها ما تزال تُظهر تقشفًا كبيرًا مقارنة بالمباني الأخرى التي تعتمد هذه الأساليب.
من الناحية الإنشائية، بُنيت المباني حيثما أمكن من الحجر الأملس الشاحب. تقع الأعمدة والدعامات والنوافذ في نفس مستوى القاعدة، وفي حال ضرورة النثر بالمونة، ظل الأمر بسيطًا للغاية. احتفظ الحرم بأسلوب بسيط ذي نسبة 2:1 في كل من الارتفاع والأرضية. بُنيت مواقع سيسترسية للحفاظ على مظهر المباني الكنسية بأسلوب نقي عقلاني، ويمكن اعتبارها من أجمل آثار العصور الوسطى.
بُنيت معظم الأديرة والكنائس السيسترسية في وديان نائية بعيدة عن المدن والمناطق المأهولة، وقد ولدت هذه العزلة والحاجة إلى الاستدامة الذاتية الابتكار بين السيسترسيين. تعرض العديد من الإنشاءات السيسترسية أمثلة مبكرة حول الهندسة الهيدروليكية وعجلات المياه. جاء الخشب والمعدن بعد الحجر لمواد البناء، وكان السيسترسيون حذرين فيما يتعلق بإدارة غاباتهم وحفظها، إضافة إلى كونهم خبراء في المعادن، وارتبطت مهارتهم فيها بشكل مباشر بتطور العمارة السيسترسية وفي انتشار العمارة القوطية ككل.

## المبادئ اللاهوتية

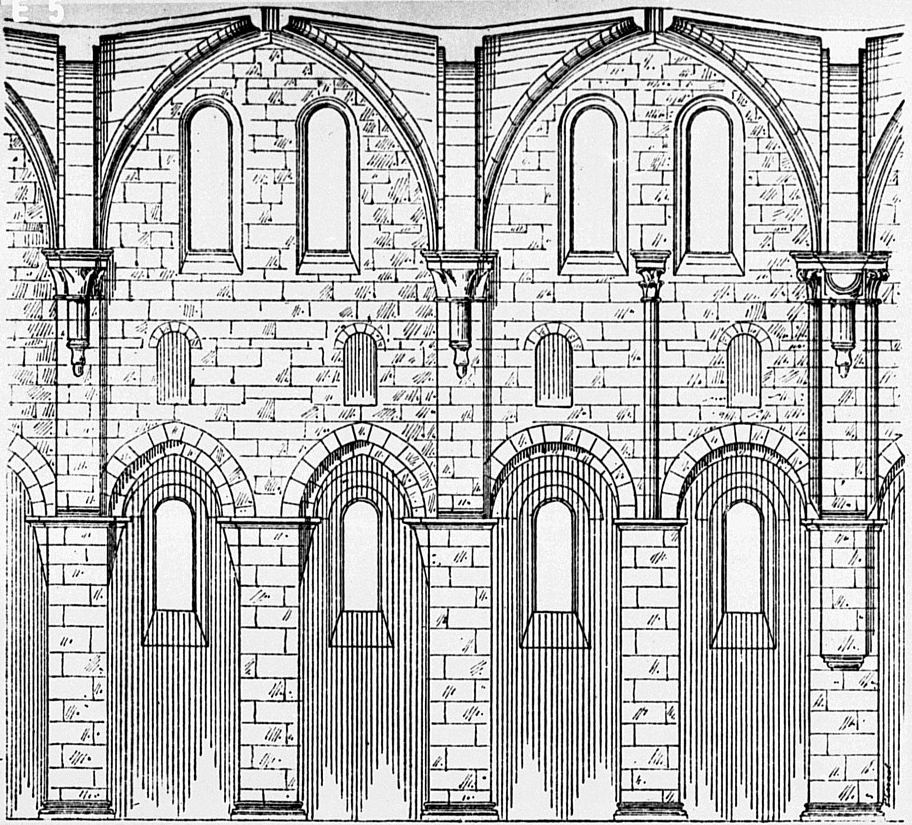
طُبِّقت العمارة السيسترسية اعتمادًا على مبادئ عقلانية.

وحد أحد رجال الكنيسة البارزين في منتصف القرن الثاني عشر، الأب البنديكتي سوجير من سان دوني، عناصر من العمارة النورمانية مع عناصر من العمارة البرغندية (أقبية أضلاع وأقواس مدببة على التوالي) ما خلف أسلوبًا جديدًا من العمارة القوطية. كانت تهدف «عمارة الضوء» الجديدة هذه إلى الارتقاء بالمشاهد من «المادية إلى اللامادية»، شكل هذا بحسب ما جاء به المؤرخ الفرنسي جورج دوبي من القرن العشرين «نصبًا لاهوتيًا تطبيقيًا». صُمم الفراغ الداخلي في العديد من المباني الدينية لمشاهدته في أوقات محددة من اليوم، مثل شروق الشمس وغروبها بهدف التقاط الضوء المتغير ومن أجل تحقيق بعض التأثيرات الحركية. رأى القديس برنارد الكثير من الزخارف في الكنيسة على أنها إلهاء عن التقوى، وأدان في إحدى رسائله الأشكال الأكثر قوة للزخرفة في أوائل القرن الثاني عشر.
لكن وفي الدير، على مرأى من الرهبان القراء، ما هو الهدف من مثل هذه الوحوش السخيفة وهذا النوع الغريب من المخلوقات عديمة الشكل؟ لماذا هذه القرود القبيحة ولماذا هذه الأسود الشرسة، لماذا القنطور المتوحش ولماذا الأشكال نصف البشرية، لماذا هناك نمور ولماذا يحارب الجنود ولماذا يصرخ الصيادون؟ ... باختصار، هناك تنوع كبير مختلف من الأشكال الغريبة في كل مكان، ما يجعلنا نفضل قراءة الرخام على قراءة الكتب.
تكررت هذه المشاعر باستمرار طوال فترة العصور الوسطى، واضطر بُناة الأديرة السيسترسية إلى تبني أسلوب استمد العديد من قواعده من القيم الجمالية التقشفية لبرنارد. مع ذلك، كان النظام نفسه متقبلًا للتحسينات التقنية التي أُجريت على المبادئ القوطية للبناء ولعب دورًا مهمًا في انتشارها في جميع أنحاء أوروبا.

## وصلات خارجية
- صورة لأديرة سيسترسيَّة في إسبانيا
- الفن السيسترسيّ في أوروبا باللغة الفرنسية